# مسجد چورس
مسجد چورس مربوط به دوره صفوی - دوره قاجار است و در بخش مرکزی شهرستان چایپاره و در  روستای چورس واقع شده و این اثر در تاریخ ۱ دی ۱۳۷۶ با شمارهٔ ثبت ۱۹۵۱ به‌عنوان یکی از آثار ملی ایران به ثبت رسیده است.